# Jump '80
Jump '80 was een Nederlandse basketbalclub uit Hellevoetsluis, Zuid-Holland, opgericht op 21 mei 1981. Begin maart 2020 is het bestuur van Jump’80 tot de conclusie gekomen dat het voor Jump’80 niet mogelijk was de vereniging te continueren voor het nieuwseizoen 2020-2021. Om de toekomst van basketbal op het eiland Voorne te kunnen blijven garanderen hebben de besturen gezamenlijk een plan gemaakt, waardoor de leden van Jump’80 begeleid konden overstappen naar BV Voorne. Hierdoor is er een basketbalvereniging van ca. 160 leden ontstaan.